# Reiherbach (Lutter)
Der Reiherbach ist ein orografisch linkes Nebengewässer der Lutter in Nordrhein-Westfalen, Deutschland. Er hat eine Länge von 10,7 km. 

## Flussverlauf
Der Reiherbach entspringt einem Quelltopf am südlichen Hang des Teutoburger Waldes im Bielefelder Stadtbezirk Senne, unweit des Flugplatzes Bielefeld. Wie der Großteil der in dieser Region entspringenden Flüsse weist auch der Reiherbach eine Fließrichtung von Nordost nach Südwest auf. Nach einer Strecke von ungefähr einem Kilometer erreicht der Bach den Senner Ortsteil Windelsbleiche und durchquert dort das Gebiet der Rieselfelder Windel, eines derzeit gut 60 ha großen privaten Naturreservats.
Nachdem der Reiherbach die Rieselfelder verlassen hat, betritt er das angrenzende 5,9 ha große Naturschutzgebiet Schwarzes Venn. Hier wird rechtsseitig der auch aus den Rieselfeldern zulaufende Toppmannsbach aufgenommen, und kurz darauf ebenfalls rechtsseitig der aus Norden zulaufende Kreidebach.
Hinter dem Schwarzen Venn betritt das Gewässer eine weitere geschützte Fläche mit der Bezeichnung Reiher- und Röhrbach, einem 122,3 ha großen vorrangig aus Feuchtwiesen und Laubwald bestehenden Gebiet, in dem sich der Reiherbach stellenweise in ein Bachtal eingeschnitten zeigt. Westlich dieses Naturschutzgebietes, dabei nördlich an den Gütersloher Stadtteilen Friedrichsdorf und Avenwedde bzw. südlich an Bielefeld-Ummeln vorbeiführend überschreitet der Bach zunächst eine Staustufe, nimmt anschließend den linksseitig zulaufenden Röhrbach auf und fließt daraufhin auf Isselhorst zu. Nachdem der Reiherbach hier zeitweise die Grenze der Stadtgebiete von Bielefeld und Gütersloh gebildet hat, mündet er im Zentrum von Isselhorst linksseitig in die Lutter, die bei Harsewinkel in die Ems abfließt.
Der Reiherbach überwindet während seiner Fließstrecke einen Höhenunterschied von 48 Metern, somit ergibt sich ein mittleres Sohlgefälle von 4,5 ‰.

## Umwelt
Noch vor wenigen Jahren zählte der Reiherbach zu den am stärksten verschmutzten Bächen Bielefelds. Die Gewässergüte hat sich jedoch deutlich verbessert, nachdem die Abwasserreinigung der Textilfirma Windel umgestellt wurde. Diese Abwässer wurden im Bereich des heutigen Naturreservates verrieselt, nach der Bodenfilterung über Drainagen wieder aufgefangen und über Nachklärteiche schließlich in den Reiherbach abgeleitet. Nachdem die Verrieselung der Abwässer eingestellt und das Gebiet zu einem heute bedeutenden Naturreservat und Naherholungsgebiet umgestaltet wurde, kam es im Zuge dieser Maßnahme auch zu einer Renaturierung des Reiherbaches. Seit November 2006 führt das zuvor in diesem Bereich begradigte Gewässer durch ein neues, als breite Niederung angelegtes Bett. Zudem wurden organismendurchgängige Sohlgleiten errichtet.
Inzwischen wird der Reiherbach nahezu in seinem gesamten Verlauf der Gewässergüteklasse II zugerechnet und gilt somit als „mäßig belastet“. Lediglich in Quellnähe und in seinem Nebengewässer Toppmannsbach gilt aktuell die Einstufung „kritisch belastet“ (Güteklasse II–III).

## Flora und Fauna
Im Bereich des Reiherbaches sind größere Flächen von Röhrichten und Uferstaudenfluren vor allem im Bereich des „Schwarzen Venn“ anzutreffen. In den Altholzbeständen, die sich vor allem im Schutzgebiet „Reiher- und Röhrbach“ finden, sind mit Bunt-, Grün- und Schwarzspecht drei Spechtarten heimisch. Da im Gewässer viele Stichlinge vorkommen, ist auch der Eisvogel nicht selten. Darüber hinaus kommt die Wasseramsel in der geschützten Bachaue vor. Die in den letzten Jahren entstandene Verbesserung der Gewässergüte hat bewirkt, dass sich im Reiherbach wieder empfindliche Wasserinsekten wie die Larven der Gebänderten Prachtlibelle eingefunden haben.
Eine besondere Artenvielfalt vor allem hinsichtlich der Avifauna bieten zudem die vom Reiherbach durchzogenen Rieselfelder Windel.

## Etymologie
Während sich der Name „Reiherbach“ auf das dortige Vorkommen von Reihern beziehen dürfte, verweist die Bezeichnung „Strothbach“, unter welcher der Bach früher auch bekannt war, auf die ehemals vorhandene sumpfige Niederung, die erst im Laufe der menschlichen Besiedlung entwässert und zu einer Grünlandaue umgestaltet wurde.
Eine weitere, zumindest im Bereich von Ummeln ehemals verwendete Bezeichnung für das Gewässer ist „Ramsbach“. Hierauf verweist auch der Name der ehemaligen Bauerschaft Ramsloh, die jedoch schon vor 1663 aufgelöst wurde, und an deren Stelle die Bauerschaft Ummeln getreten ist.